# Нгујен Пол Ли
Нгујен Пол Ли (виј. Nguyễn Paul Lê; Норман, 27. новембар 1992) вијетнамски је пливач чија специјалност су трке леђним и делфин стилом.

## Спортска каријера
Ли Нгујен је присутан на међународој сцени од свог дебитантског наступа на светским првенствима у Казању 2015. где се такмичио у све три појединачне трке леђним стилом — 50 метара (36), 100 метара (44) и 200 метара (32. место). Учествовао је и на светским првенствима у Будимпешти 2017. (32. место на 50 леђно и 34. на 100 леђно) и Квангџуу 2019. (32. на 50 леђно и 46. на 50 делфин).
Најзначајнији успех у акријери остварио је на Азијским играма 2018. у Џакарти где је освојио два шеста места у финалима трка на 50 делфин и 100 леђно.